# 川崎橋 (渡良瀬川)

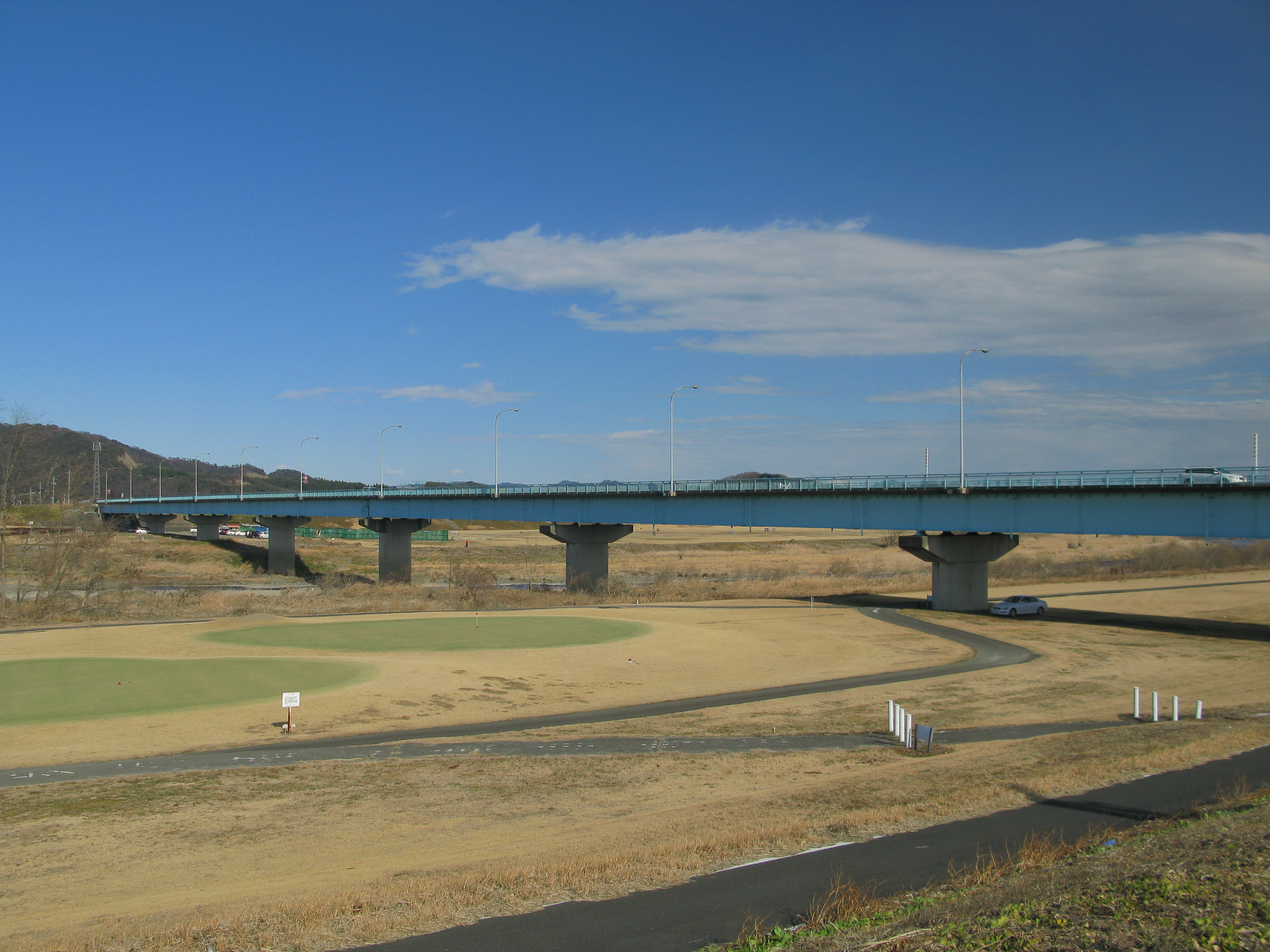
川崎橋（2012年2月）

川崎橋（かわさきばし）は、栃木県足利市の渡良瀬川に架かる橋である。橋長389m、幅員9.25m。

## 概要
足利市川崎町と同市野田町を結ぶんでおり、栃木県道128号佐野太田線の一部となっている。

南端の堤防上に設けられた川崎橋南交差点は栃木県道20号足利邑楽行田線の起点であり、栃木県道8号足利館林線および栃木県道402号桐生足利藤岡自転車道線と交差している。同交差点の川崎橋側は右折車が多いものの、右折レーンの幅と長さが十分ではないため、時差式信号機が設置されている。しかし、時差式信号機のみでは川崎橋から進入する車を十分に捌けておらず、朝夕には橋の上で渋滞が発生する。

## 歴史
- 1966年（昭和41年）に木造冠水橋として開通した[2]。橋長121m。
- 1980年（昭和55年）に現在の橋に架け替え[3]。

## 隣の橋
- 渡良瀬川

福寿大橋 - 福猿橋 - 川崎橋 - 渡良瀬川大橋 - 渡良瀬大橋